# Khadyjensk
Khadyjensk (en russe : Хадыженск) est une ville du kraï de Krasnodar, en Russie, dans le raïon Apcheronski. Sa population s'élevait à 21 958 en 2013.

## Géographie
La ville est située sur les contreforts nord du Grand Caucase, à 79 km — 109 km par la route — au sud de Krasnodar. Elle est arrosée par la Pchich, un affluent gauche du Kouban.

## Histoire
L'origine de Khadyjensk remonte à la fondation de la stanitsa Khadyjenskaïa en 1864. Elle accéda au statut de commune urbaine en 1939 puis à celui de ville en 1949.

## Population
Recensements (*) ou estimations de la population
| 1926* | 1939* | 1959*  | 1970*  | 1979*  |
| ----- | ----- | ------ | ------ | ------ |
| 2 468 | 8 466 | 20 164 | 17 856 | 17 811 |

| 1989*  | 2002*  | 2010*  | 2012   | 2013   |
| ------ | ------ | ------ | ------ | ------ |
| 18 998 | 21 286 | 21 579 | 21 735 | 21 958 |

## Transports
Khadyjensk est située sur la ligne de chemin de fer Armavir – Touapse ouverte en 1915. La gare de Khadyjensk se trouve à 4 km à l'ouest de la ville.